# Giải bóng đá hạng nhất quốc gia Serbia
Giải bóng đá hạng nhất quốc gia Serbia (tiếng Serbia: Прва лига Србије / Prva liga Srbije), hay còn được gọi là Mozzart Bet First League (tiếng Serbia: Моцарт Бет Прва лига / Mozzart Bet Prva liga) vì lý do tài trợ, là tên của giải đấu chuyên nghiệp thứ hai của bóng đá Serbia. Giải đấu được thành lập vào năm 2005, sau sự cải tổ của các giải hạng hai Serbo-Montenegrin. Giải được điều hành bởi Hiệp hội bóng đá Serbia.